# (55082) Xlendi
(55082) Xlendi – planetoida z grupy pasa głównego planetoid okrążająca Słońce w ciągu 3 lat i 202 dni w średniej odległości 2,33 j.a. Została odkryta 25 sierpnia 2001 roku w Obserwatorium Kleť w pobliżu Czeskich Budziejowic przez Janę i Miloša Tichých. Nazwa planetoidy pochodzi od wioski Xlendi na maltańskiej wyspie Gozo. Przed jej nadaniem planetoida nosiła oznaczenie tymczasowe (55082) 2001 QJ110.